# 竹崎正道
竹崎正道（たけさき まさみち、1933年7月18日 - ）は、日本の数学者。宮城県仙台市出身。専門は作用素環論、関数解析学。

## 来歴
1965年、東北大学で博士号を取得。論文は「Representation Theory of Operator Algebras」。1958年から東京工業大学の研究助手を務め、1965年から1968年まで東北大学の准教授を務めた。1968年から1969年までペンシルベニア大学の客員准教授、1970年からカリフォルニア大学ロサンゼルス校の教授を務めている。また、1973年から1974年までエクス＝マルセイユ大学、1975年から1976年までビーレフェルト大学でそれぞれ客員教授を務めた。アメリカ数学会のフェローである。

## 業績
主な業績にフォン・ノイマン環のモジュラー同型に関する富田・竹崎理論がある。この理論は1967年に冨田稔によって初めて提唱されたが、日本語でのみ出版され、少量の注釈を伴っていた。そのため1970年に竹崎正道が書籍で発表するまでは、理解が難しい理論だった。1970年に、竹崎正道はニースで開かれた国際数学者会議に呼ばれ、自己同型群のパラメータと作用素環論の状態について語った。1990年にフォン・ノイマン環の構造解析に関するテーマで藤原賞を受賞した。

## 著書
- Theory of Operator Algebras（2002年）、竹崎正道、Springer、ISBN 978-3540422488